# Leo Elfers
Leonard Vincent (Leo) Elfers (Smallingerland, 9 januari 1946 – Lemelerveld, 6 augustus 2023) was een Nederlands politicus van het CDA.

## Biografie
Elfers groeide op in Amsterdam en na de kweekschool werkte Elfers als onderwijzer op lagere scholen in Wormerveer en Dedemsvaart. Daarna werd hij hoofd van een lagere school in Kampen. In 1976 werd hij politiek actief als CHU/CDA'er en in 1978 werd hij gekozen in de gemeenteraad in Kampen. Vier jaar later verliet Elfers het onderwijs om wethouder in die gemeente te worden. In 1985 volgde zijn benoeming tot burgemeester van de toenmalige Zuid-Hollandse gemeente Koudekerk aan den Rijn en begin 1990 keerde Elfers terug naar Overijssel als burgemeester van Dalfsen. Naast zijn burgemeesterschap van Dalfsen was hij eind 2000 ook nog enkele maanden waarnemend burgemeester van Ommen. Na de samenvoeging in 2001 van de gemeenten Nieuwleusen en Dalfsen kwam hij terug als burgemeester van de nieuwe gemeente Dalfsen. Begin 2010 werd hij waarnemend burgemeester van Steenwijkerland wat hij ongeveer een jaar zou blijven. Vanaf mei 2011 was hij ongeveer een jaar waarnemend burgemeester van Oldenzaal. In 2014 was Elfers verkiesbaar voor de gemeenteraadsverkiezingen in Zwolle. In 2015 was hij gedurende enige tijd directeur van het Historisch Centrum Overijssel. In mei 2016 werd de 70-jarige Elfers beëdigd als gemeenteraadslid, als opvolger van Judith Compagner, van de gemeente Zwolle.

## Persoonlijk
Elfers is ereburger van het Roemeense Comanesti.